# Olivier Renard
Olivier Renard (Haine-Saint-Paul (Henegouwen), 24 mei 1979) is een Belgische voetbalbestuurder en oud-voetballer. Hij was een doelman die uitkwam voor onder meer Standard Luik, Udinese, Sporting Charleroi en KV Mechelen. Na zijn spelerscarrière bekleedde hij bestuursfuncties bij KV Mechelen, Standard Luik, Royal Antwerp en Montreal Impact. Sinds 2024 is Renard sportief directeur bij RSC Anderlecht. 

## Spelercarrière
Olivier Renard begon bij Sporting Charleroi waar hij op jonge leeftijd zijn debuut maakte, maar geen basisplaats kon veroveren. Hij vertrok al zeer vroeg naar Italië en speelde daar 6 jaar bij achtereenvolgens Udinese, Modena FC en SSC Napoli, maar kwam er nooit veel aan spelen toe. In 2005 keerde hij op 26-jarige leeftijd terug naar België om voor Standard Luik te spelen, eerst als doublure van Standard-icoon Vedran Runje, nadien als titularis. Renard werd met Standard zowel vice-kampioen als verliezend finalist van de Beker van België.
Na een korte blessure verloor Renard verrassend zijn basisplaats aan Rorys Aragón en vertrok hij tot spijt van vele Standardsupporters naar het ambitieuze KV Mechelen. Toch had hij, door op het begin van het seizoen enkele sterke matchen te keepen, zeker zijn aandeel in de eerste titel van Standard in 25 jaar. Bij KV Mechelen werd hij meteen de onbetwiste nummer 1 en een ware publiekslieveling. In het seizoen 2007-2008, was Renard samen met Stijn Stijnen, op dat moment de tweede en eerste doelman van de nationale ploeg, favoriet om Keeper van het Jaar te worden. De prijs ging echter naar de jonge Kenny Steppe en Renard eindigde tweede.
Ook bij Malinois speelde hij de bekerfinale, maar verloor opnieuw. Tijdens een bekerduel tegen Sporting Charleroi in december 2009 brak Renard zijn tweede halswervel. Hij zou de rest van het seizoen niet meer spelen. Op 11 januari 2012 kreeg hij de ING Fairplaytrofee 2011.
Eind 2013 beëindigde Renard zijn carrière als doelman.

## Nationale ploeg
Renard was lang doelman van de jeugdploegen van de nationale ploeg van België en speelde op verschillende Europese kampioenschappen. Ook maakte hij deel uit van het team van de jonge Rode Duivels op het WK in 1997 in Maleisië. Samen met Carl Hoefkens, Tom Caluwé, Cédric Roussel en de andere doelman Jean-François Gillet waren zij de enigen van de toenmalige selectie die ook ooit geselecteerd werden voor het A-van de nationale ploeg.
Renard werd in 2008 voor het eerst geselecteerd onder René Vandereycken die van hem de vaste doublure maakte van Stijn Stijnen. Renard had echter de pech in de elf keer dat hij opgeroepen werd nooit in actie te komen en heeft dus geen cap, in tegenstelling tot Brian Vandenbussche en Davy Schollen, de andere doublures van Stijnen. Na het vertrek van Stijnen bij de Rode Duivels kende Renard veel blessureleed en moest hij de concurrentiestrijd van nieuwe eerste doelman laten aan Jean-François Gillet, Thibaut Courtois en Simon Mignolet. Hij werd zo vierde in de rij, nadat Silvio Proto had gezegd liever geen uitnodiging meer te ontvangen voor het nationaal elftal, omdat hij toch maar als derde doelman zou mee gaan bij blessure van één van de eerder vernoemde doelmannen. Eind mei 2012 werd hij door bondscoach Marc Wilmots voor de laatste keer in zijn profcarrière opgeroepen voor de Rode Duivels.

## Statistieken
| Seizoen         | Club                 | Competitie         | Competitie | Competitie | Play-offs | Play-offs | Beker | Beker | Totaal | Totaal |
| Seizoen         | Club                 | Competitie         | Wed.       | Dlp.       | Wed.      | Dlp.      | Wed.  | Dlp.  | Wed.   | Dlp.   |
| --------------- | -------------------- | ------------------ | ---------- | ---------- | --------- | --------- | ----- | ----- | ------ | ------ |
| 1996-1997       | Sporting Charleroi   | Eerste Klasse      | 4          | 0          | nvt       | nvt       | 0     | 0     | 4      | 0      |
| 1997-1998       | Sporting Charleroi   | Eerste Klasse      | 1          | 0          | nvt       | nvt       | 0     | 0     | 1      | 0      |
| 1998-1999       | Sporting Charleroi   | Eerste Klasse      | 0          | 0          | nvt       | nvt       | 0     | 0     | 0      | 0      |
| 1999-2000       | Sporting Charleroi   | Eerste Klasse      | 1          | 0          | nvt       | nvt       | 0     | 0     | 1      | 0      |
| 2000-2001       | Sporting Charleroi   | Eerste Klasse      | 8          | 0          | nvt       | nvt       | 0     | 0     | 8      | 0      |
| 2000-2001       | Udinese              | Serie A            | 0          | 0          | nvt       | nvt       | 0     | 0     | 0      | 0      |
| 2001-2002       | Udinese              | Serie A            | 0          | 0          | nvt       | nvt       | 0     | 0     | 0      | 0      |
| 2002-2003       | Udinese              | Serie A            | 0          | 0          | nvt       | nvt       | 0     | 0     | 0      | 0      |
| 2003-2004       | Udinese              | Serie A            | 0          | 0          | nvt       | nvt       | 0     | 0     | 0      | 0      |
| 2004-2005       | Modena FC            | Serie B            | 6          | 0          | nvt       | nvt       | 0     | 0     | 6      | 0      |
| 2004-2005       | SSC Napoli           | Serie B            | 2          | 0          | nvt       | nvt       | 0     | 0     | 2      | 0      |
| 2005-2006       | Standard Luik        | Jupiler Pro League | 0          | 0          | nvt       | nvt       | 0     | 0     | 0      | 0      |
| 2006-2007       | Standard Luik        | Jupiler Pro League | 33         | 0          | nvt       | nvt       | 5     | 0     | 38     | 0      |
| 2007-2008       | Standard Luik        | Jupiler Pro League | 7          | 0          | nvt       | nvt       | 0     | 0     | 7      | 0      |
| 2007-2008       | KV Mechelen          | Jupiler Pro League | 17         | 0          | nvt       | nvt       | 4     | 0     | 21     | 0      |
| 2008-2009       | KV Mechelen          | Jupiler Pro League | 21         | 0          | nvt       | nvt       | 3     | 0     | 24     | 0      |
| 2009-2010       | KV Mechelen          | Jupiler Pro League | 12         | 0          | 0         | 0         | 2     | 0     | 14     | 0      |
| 2010-2011       | KV Mechelen          | Jupiler Pro League | 30         | 0          | 5         | 0         | 3     | 0     | 38     | 0      |
| 2011-2012       | KV Mechelen          | Jupiler Pro League | 27         | 0          | 1         | 0         | 1     | 0     | 29     | 0      |
| 2012-2013       | KV Mechelen          | Jupiler Pro League | 6          | 0          | 0         | 0         | 0     | 0     | 6      | 0      |
| 2013-2014       | → Sporting Charleroi | Jupiler Pro League | 0          | 0          | 0         | 0         | 0     | 0     | 0      | 0      |
| Carrière totaal | Carrière totaal      | Carrière totaal    | 175        | 0          | 6         | 0         | 18    | 0     | 199    | 0      |

Bron: sport.be - sporza.be

## Voetbalbestuurder
Na zijn profcarrière als doelman bleef Renard in de voetbalwereld als bestuurder. Eind 2013 begon hij bij KV Mechelen als assistent van sportief directeur Fi Van Hoof, die hij in de zomer van 2015 zou opvolgen. In februari 2016 ging Renard in op een aanbieding van Standard Luik om er sportief directeur te worden. Uit zijn tijd bij de Waalse club werd hij genoemd als verdachte in het voetbalschandaal Operatie Zero voor valsheid in geschrifte en omkoping. In juni 2019 werd hij als sportadviseur aangeworven bij Antwerp. Op 29 september 2019 verliet Renard België voor de Major League Soccer (MLS) waar hij aan de slag ging als sportdirecteur bij het Canadese Montreal Impact. Hij kreeg er in juni 2022 een contract van onbepaalde duur, dat op 9 mei 2024 in onderling overleg beëindigd werd. Op 30 oktober 2024 ging Renard aan de slag bij RSC Anderlecht als sportief directeur, ter vervanging van de vertrokken Jesper Fredberg.